# Баина Баща (община)
Община Баина Баща (на сръбски: Општина Бајина Башта) е част от Златиборски окръг, Сърбия. Заема площ от 673 км2. Административен център е град Баина Баща.

## География
Общината се намира в северната част на окръга. Западна граница на общината е река Дрина и планината Звиезда, които са гранични между Сърбия и Босна и Херцеговина. На изток и юг Баина Баща граничи със Златиборските общини Град Ужице и Косерич, а на север с Колубарската община Град Валево и Мачванската община Любовия.

## Население
Населението на общината възлиза на 29 151 жители (2002).
Етнически състав:
- сърби-28 707 (98,47%) жители
- черногорци-69 (0,24%) жители
- югославяни-44 (0,15%) жители
- други-71 (0,24%) жители
- недекларирали – 260 (0,89%) жители

## Населени места
| - Баина Баща - Бачевци - Бесеровина - Вишесава - Гвоздац - Добротин - Драксин - Дуб - Заглавак - Заовине - Зароже - Зауглине | - Злодол - Ягощица - Якал - Йеловик - Конска река - Костоевичи - Луг - Лещанско - Мала река - Обайгора - Овчиня - Оклетац | - Пепел - Перучац - Пилица - Придоли - Растище - Рача - Рогачица - Сиерач - Солотуша - Стърмово - Цере - Цървица |

## Култура
В общината се намират манастира Рача и крепостта Солотник (Кулинград).